# Exelis ophiurus
Exelis ophiurus là một loài bướm đêm trong họ Geometridae.